# Hydrogel

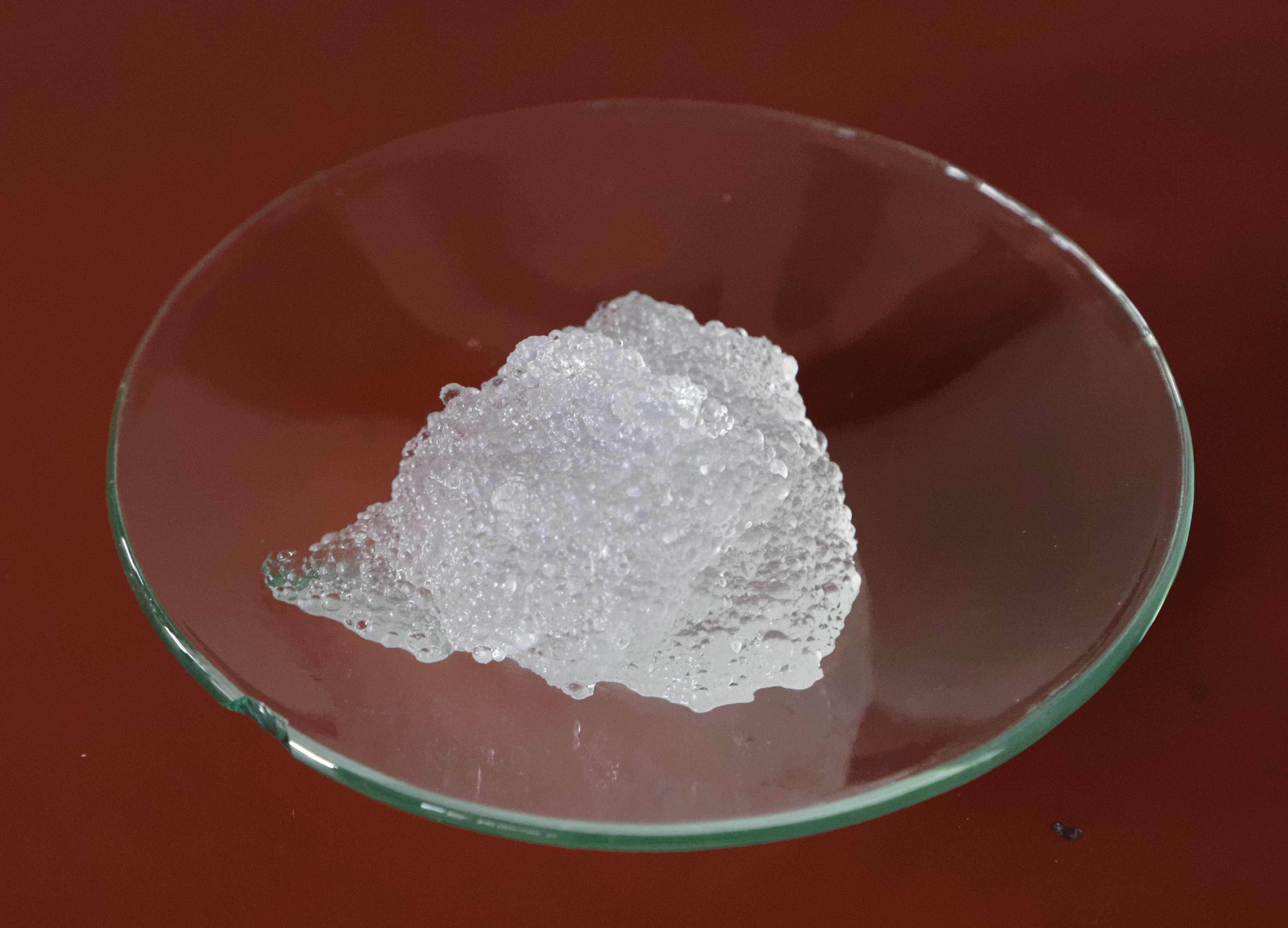
Hydrogel eines Superabsorbers

Ein Hydrogel ist ein Gel aus einem Polymer, das Wasser binden kann. Die Moleküle, die das Gel aufbauen, sind chemisch, z. B. durch kovalente, supramolekulare oder ionische Bindungen, oder physikalisch, z. B. durch Verschlaufen der Polymerketten, zu einem Netzwerk verknüpft. Kovalent vernetzte Polymere sind zum Beispiel thioliserte Polymere (Thiomere), die durch die Ausbildung von Disulfidbrücken
Polymerketten vernetzen. Durch eingebaute hydrophile Polymerkomponenten quellen sie in Wasser unter beträchtlicher Volumenzunahme, ohne aber ihren stofflichen Zusammenhalt zu verlieren. Hydrogele, die ein hohes Quellvermögen haben, werden Superabsorber genannt.

## Anwendungen
Hydrogele gewinnen durch ihre Biokompatibilität und gewebeähnlichen mechanischen Eigenschaften im biomedizinischen Bereich an Bedeutung. Bekannte Beispiele sind weiche Kontaktlinsen, Intraokularlinsen sowie plastische Implantate.
In der Wundbehandlung, insbesondere zum Feuchthalten oder zur Rehydration trockener Wunden, kommen Hydrogele als Kompressen oder in Form von Tubengelen zum Einsatz. Letztere werden auch im Rahmen des Débridements verwendet, um die Wundreinigung zu fördern. Durch Abgabe von Wasser unterstützen die Hydrogele hierbei körpereigene Prozesse beim Aufweichen und Ausschwemmen von Nekrosen und Belägen.
Als sogenannte Superabsorber sind Hydrogele essentieller Bestandteil moderner Wegwerfwindeln, da sie die einmal aufgenommene Feuchtigkeit binden und auch bei Druck nicht mehr abgeben.
In der Technik besitzen sogenannte smarte Hydrogele ein enormes Entwicklungspotenzial, da sie über integrierte Aktor-Sensor-Eigenschaften verfügen.
In der Agrarwirtschaft stecken große Anwendungspotentiale, besonders in heißen Erdregionen, aber auch in Hinsicht größerer Trockenperioden in Folge der Klimaerwärmung.

## Theorien
Häufig wird das Quellverhalten von Hydrogelen mithilfe von (modifizierten) Flory-Rehner-Modellen beschrieben, welche auf dem Flory-Huggins-Modell beruhen.